# Зонд (космическая программа)
«Зонд» — серия космических аппаратов, запускавшихся в СССР с 1964 по 1970 годы. Состояла из двух обособленных категорий:
1. Автоматические межпланетные станции (АМС), предназначавшиеся для исследования Венеры («Зонд-1»), Марса («Зонд-2»), Луны («Зонд-3»). Первоначально наименование «Зонд» получили аппараты, вышедшие на отлётные траектории к планетам (не вышедшие получили название «Космос»), но столкнувшиеся с частичным отказом аппарата (из-за чего не получили название «Венера» или «Марс»).
2. Космические корабли 7К-Л1, конструктивно выполненные на основе пилотируемого корабля «Союз» (но без бытового отсека), предназначенные для последующих пилотируемых облётов Луны в рамках советской пилотируемой лунной программы (АМС «Зонд-4» — АМС «Зонд-8», а также ряд неудачных пусков, не получивших порядкового номера или получившие наименование «Космос»).

В честь серии из восьми советских АМС «Зонд-1»…«Зонд-8» названа линия Zond Linea на Плутоне, название утверждено МАС 11 апреля 2023 года.

## Автоматические межпланетные станции
Аппараты «Зонд-1» — «Зонд-3» применялись для изучения космоса и отработки техники дальних космических полётов АМС проекта 3МВ.

## Космические корабли 7К-Л1
Аппараты «Зонд-4» — «Зонд-8» (а также ряд других под наименованием «Космос») по советской программе облёта Луны в ходе так называемой «лунной гонки» производили отработку техники полётов к Луне с возвращением на Землю после баллистического облёта естественного спутника Земли. Они являлись беспилотным вариантом двухместного пилотируемого космического корабля (КК) 7К-Л1. Первый пилотируемый полёт КК 7К-Л1 с облётом Луны для опережения аналогичного полёта американского КК «Аполлон-8» (стартовал 21.12.1968) планировался на 08.12.1968, но был отменён в связи с высоким риском из-за неотработанности корабля и ракеты-носителя. Корабли 7К-Л1 совершили несколько автоматических беспилотных полётов, а программа пилотируемых полётов на них была свёрнута. В качестве причины указывалась недостаточная надёжность техники (в основном ракеты-носителя), а также политические мотивы (продолжение программы полагалось нецелесообразным после признания приоритета  американских астронавтов в  успешном облёте Луны и высадки на её поверхности в рамках программы «Аполлон»).

## Полёты космических аппаратов серии «Зонд»
| Автоматические межпланетные станции - 3МВ (полный список аппаратов серии) |            |          | | |
| «Зонд-1» (3МВ)                                                            | 02.04.1964 | «Молния» | Проверка работы бортовых систем, сбор научной информации вблизи Венеры.                                              | Связь потеряна 14.05.1964 на удалении от Земли до 14 млн км, неуправляемый пролёт Венеры 14.07.1964. |
| «Зонд-2» (3МВ)                                                            | 30.11.1964 | «Молния» | Проверка бортовых систем при полёте к Марсу.                                                                         | Связь потеряна в мае 1965, неуправляемый пролёт Марса 06.08.1965. |
| «Зонд-3» (3МВ)                                                            | 18.07.1965 | «Молния» | Фотографирование обратной стороны Луны, передача изображения на Землю.                                               | Пролёт Луны 20.07.1965. |
| Космические корабли 7К-Л1                                                 |            |          | | |
| «Космос-146» (7К-Л1П)                                                     | 10.03.1967 | «Протон» | Испытание бортовых агрегатов на высокоэллиптической околоземной орбите. Испытание блока «Д» ракеты-носителя УР-500К. | Первое включение блока «Д» прошло успешно. Из-за неполадок в системе управления блоком второе его включение привело к отклонению от расчётной траектории. Апогей увеличился, а перигей понизился, в результате чего на второй день полёта корабль вошёл в плотные слои атмосферы и сгорел. |
| «Космос-154» (7К-Л1П)                                                     | 08.04.1967 | «Протон» | Испытание бортовых агрегатов с облётом Луны.                                                                         | Из-за отказа в системе управления произошёл досрочный сброс блоков малых двигателей, обеспечивающих запуск двигательной установки блока «Д», и корабль остался на орбите ИСЗ. |
| «Зонд-4А» (7К-Л1)                                                         | 28.09.1967 | «Протон» | Испытание бортовых агрегатов с облётом Луны                                                                          | Отказал один из шести двигателей первой ступени ракеты-носителя УР-500К. Ракета была подорвана на 67-й секунде полёта. Спускаемый аппарат возвращён на Землю системой аварийного спасения. |
| «Зонд-4Б» (7К-Л1)                                                         | 22.11.1967 | «Протон» | Испытание бортовых агрегатов с облётом Луны.                                                                         | Не набрал необходимой тяги один из четырёх двигателей второй ступени ракеты-носителя. Спускаемый аппарат возвращён на Землю системой аварийного спасения. |
| «Зонд-4» (7К-Л1)                                                          | 02.03.1968 | «Протон» | Испытание бортовых агрегатов на высокоэллиптической околоземной орбите, возвращение спускаемого аппарата на Землю.   | Корабль с помощью блока «Д» был выведен на высокоэллиптическую орбиту с апогеем около 300 тысяч километров, но, из-за отказа системы ориентации, в сторону от Луны. Облёт Луны не осуществлялся. 9 марта при подлёте к Земле из-за сбоев в работе звёздного датчика не был выполнен необходимый манёвр для входа в атмосферу. Спускаемый аппарат пошёл на баллистический спуск в незапланированный район и был подорван системой самоликвидации над Гвинейским заливом. |
| «Зонд-5А» (7К-Л1)                                                         | 23.04.1968 | «Протон» | Испытание бортовых агрегатов с облётом Луны, возвращение спускаемого аппарата на Землю.                              | После сброса головного обтекателя во время работы второй ступени ракеты-носителя произошло замыкание в системе управления кораблём, приведшее к вращению по крену. Сработала система аварийного спасения. Полёт был прерван, а спускаемый аппарат возвращён на Землю. |
| «Зонд-5Б» (7К-Л1)                                                         | 21.07.1968 | «Протон» | Испытание бортовых агрегатов с облётом Луны, возвращение спускаемого аппарата на Землю.                              | 21.06.1968 при подготовке к пуску (назначенному на 21.07.1968) лопнул бак окислителя блока «Д», частично разрушив головной обтекатель (ГО). Корабль 7К-Л1 с полуразрушенным ГО упал на несколько метров вниз и застрял на площадках фермы обслуживания; бак горючего блока Д с пятью тоннами керосина оторвался от фермы и уперся в элементы третьей ступени ракеты. По одним данным 1 человек погиб, один был ранен, по другим данными погибло 3 человека.             |
| «Зонд-5» (7К-Л1)                                                          | 15.09.1968 | «Протон» | Облёт Луны, фотографирование Земли, возвращение спускаемого аппарата на Землю.                                       | Облёт Луны 18.09.1968, возвращение спускаемого аппарата на Землю 21.09.1968 в Индийском океане. |
| «Зонд-6» (7К-Л1)                                                          | 10.11.1968 | «Протон» | Облёт и фотографирование Луны, возвращение спускаемого аппарата на Землю с приземлением в заданный район.            | Облёт Луны 14.11.1968, при возвращении на Землю 17.11.1968 на территории СССР спускаемый аппарат разбился. |
| «Зонд-7А» (7К-Л1)                                                         | 20.01.1969 | «Протон» | Облёт и фотографирование Луны, возвращение спускаемого аппарата на Землю с приземлением в заданный район.            | Планировался первый в мире пилотируемый облёт Луны с 2 космонавтами, возвращение спускаемого аппарата на Землю. Пилотируемый полет 08.12.1968 (и последующие) отменён. Взрыв ракеты-носителя при старте для автоматического полёта, спускаемый аппарат возвращён на Землю. |
| «Зонд-7Б» (7К-Л1С)                                                        | 21.02.1969 | «Н-1»    | Облёт Луны, возвращение спускаемого аппарата на Землю.                                                               | Взрыв РН при старте, спускаемый аппарат спасён. |
| «Зонд-7В» (7К-Л1С)                                                        | 03.07.1969 | «Н-1»    | Облёт Луны, возвращение спускаемого аппарата на Землю.                                                               | Взрыв РН при старте, спускаемый аппарат спасён. |
| «Зонд-7» (7К-Л1)                                                          | 08.08.1969 | «Протон» | Облёт Луны, фотографирование Луны и Земли, испытание управления аппаратом от бортовой ЭВМ.                           | Облёт Луны 11.08.1969, возвращение спускаемого аппарата на Землю 14.08.1969. |
| «Зонд-8» (7К-Л1)                                                          | 20.10.1970 | «Протон» | Облёт Луны, фотографирование Луны и Земли, отработка варианта приземления со стороны северного полушария.            | Облёт Луны 24.10.1970, возвращение спускаемого аппарата на Землю 27.10.1970. |